# Очкаленко Яків Костянтинович
Очкале́нко Я́ків Костянти́нович (2 травня 1951, СРСР — 18 квітня 2021) — радянський та український футбольний тренер та функціонер. Спеціалізується на роботі з дитячо-юнацькими командами.

## Життєпис
Яків Очкаленко розпочав виступи у аматорському футбольному клубі «Дизеліст» (Токмак) у 1968 році, граючи на позиції воротаря. Здобувши певний життєвий та футбольний досвід Яків Костянтинович зайнявся тренерською діяльністю, очоливши місцевий футбольний гурток. Серед його вихованців такі футболісти, як Олександр Заєць, Андрій Оберемко, Сергій Артеменко, Василь Василенко, Денис Бобров та інші. Багаторічна незмінна робота Очкаленка на благо токмакського футболу переривалася лише раз — у 2000 році він на два роки виїхав до Москви, де працював у сфері шоу-бізнесу.
Окрім тренерської роботи у ФК «Токмак», що бере участь у змаганнях з футболу та футзалу, значна увага Якова Очкаленка зосереджена на організаторських справах: так станом на кінець 2012 року він обіймав посаду президента Токмакської федерації футболу та завідував місцевим стадіоном «Авангард», а у 2013 році очолював районну федерацію футболу.

## Нагороди
- Медаль «За працю і звитягу»[6]